# 백리스 드레스

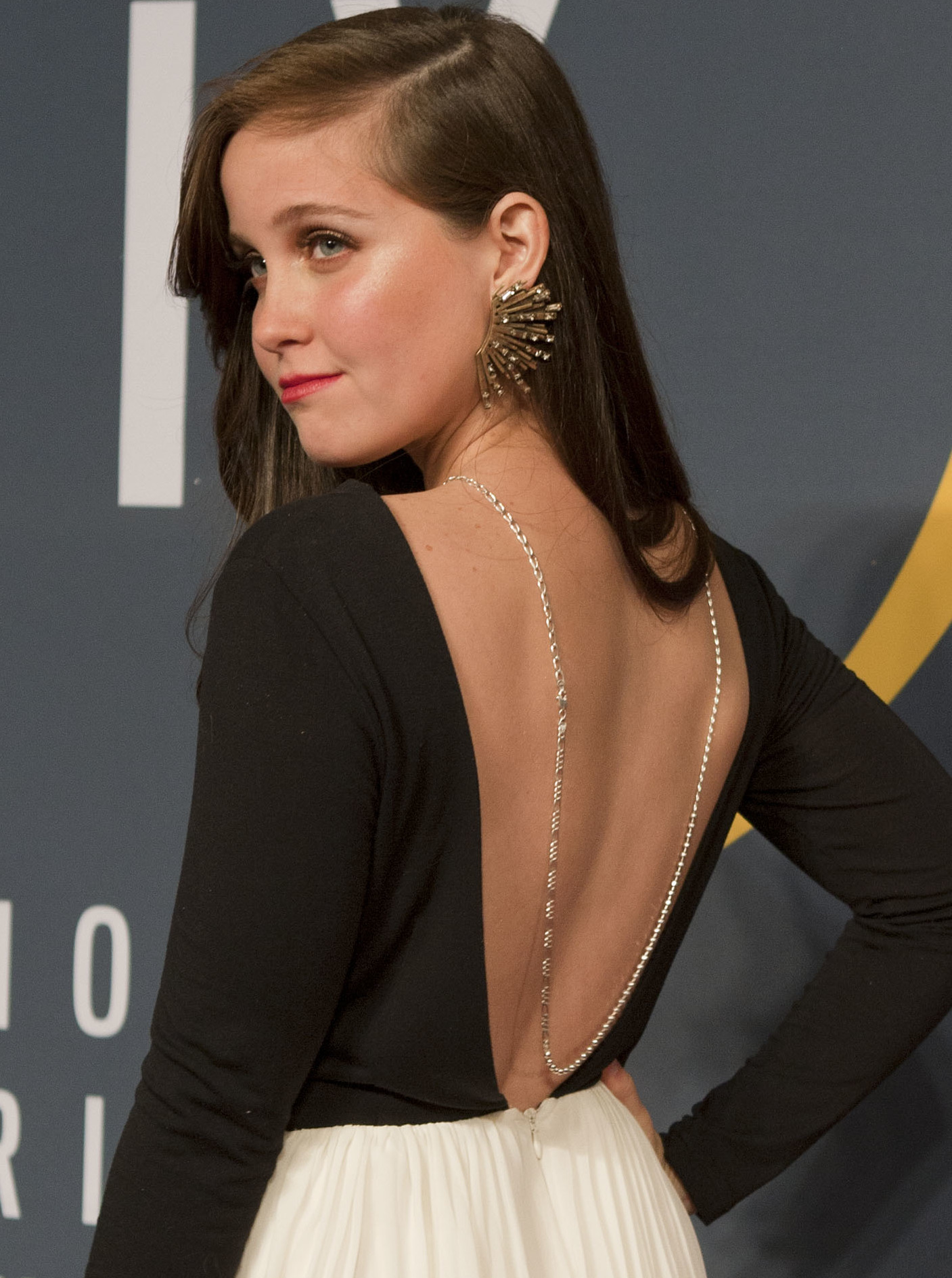
백리스 드레스의 모습

백리스 드레스는 착용자의 등을 노출시키도록 설계된 여성복의 한 스타일이다. 뒷면은 로우 컷으로 부분적으로 노출되거나 끈을 사용하여 완전히 노출될 수 있다. 백리스 드레스는 행사에 입거나 이브닝 가운 또는 웨딩 드레스로 가장 일반적으로 착용되며 미니스커트 길이부터 바닥 길이까지 어떤 길이든 가능하다. 다른 백리스 스타일에는 백리스 수영복과 홀터넥과 같은 상의가 포함된다.

## 역사

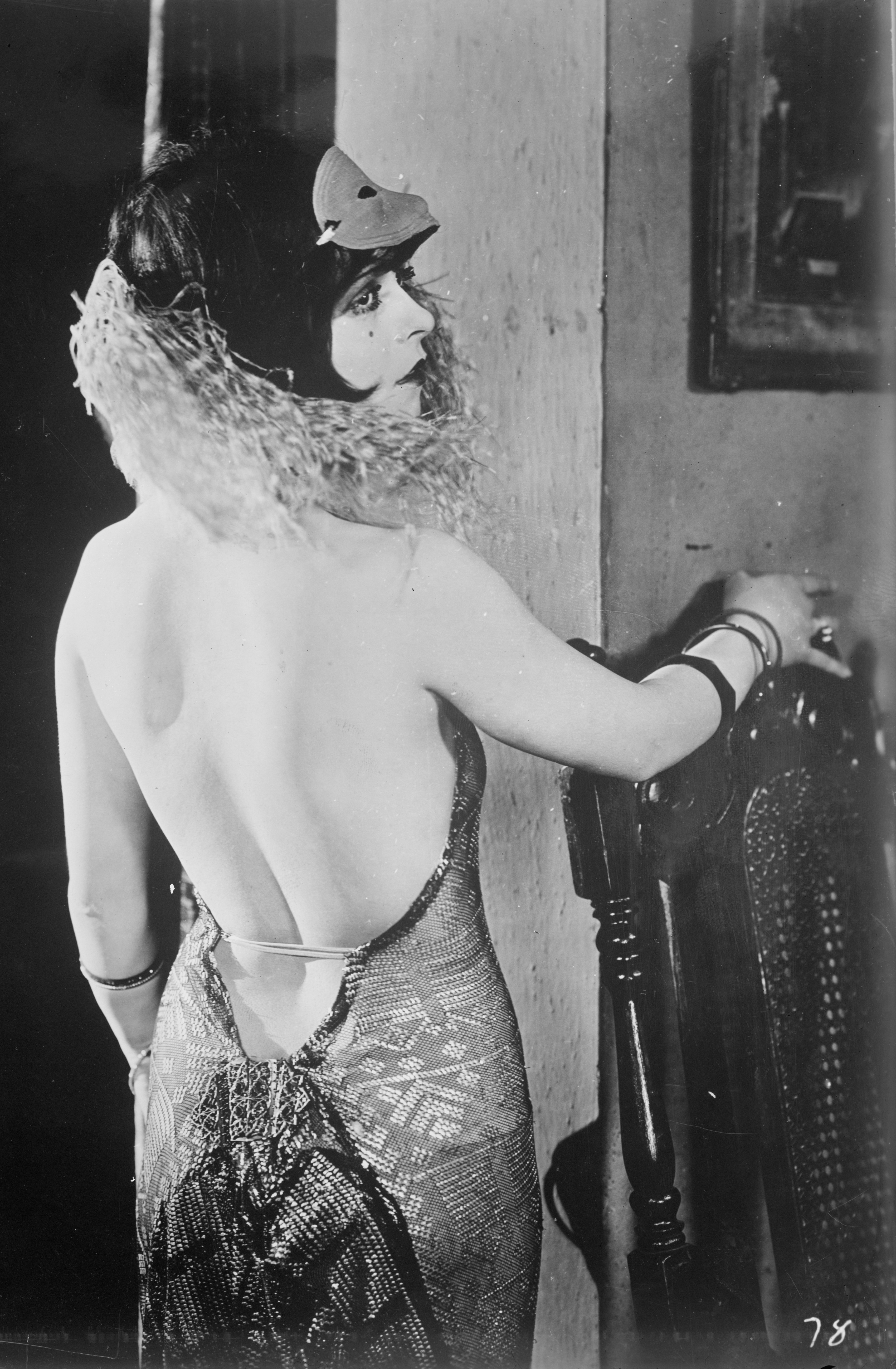
1920년대 중반 클래라 보가 착용한 초기 백리스 드레스

백리스 드레스는 1920년대에 처음 등장했다. 1930년대 스타일은 당시의 선탠 패션과 연관되었고, 백리스 드레스는 태닝 라인이 없는 태닝을 과시하는 방법이었다. 효과를 소화하기 위해 착용하는 사람들은 보통 날씬해야 했다. 1937년 12월, BBC의 초기 패션 다큐멘터리 '옷-라인'의 마지막 회에서 여배우 미셸린 패튼이 백리스 드레스를 입고 뒤에서 촬영되는 장면이 논란이 되었다. 나체의 환상은 분노한 시청자들로 하여금 불만을 토로하게 했고, 쇼를 공동 진행한 펄 바인더는 "할머니는 뒤를 돌아보지만 미셸린은 뒤를 볼 수 없다"고 재치있게 말했다.

## 같이 보기
- 홀터넥